# Figures de Brocard
Pour les articles homonymes, voir Brocard.
Les figures de Brocard tirent leur nom du mathématicien français Henri Brocard (1845 -1922). 
En réalité, elles ont été trouvées par Jacobi (1804 -1851) et, dès 1816, par Crelle.
Elles permettent de déterminer graphiquement les points de Brocard.

## Points de Brocard

Construction géométrique du premier point de Brocard.

Les points de Brocard du triangle ABC sont les deux points intérieurs P et P' tels que, pour le premier, les angles {\displaystyle \displaystyle {{\widehat {PAB}},{\widehat {PBC}},{\widehat {PCA}}}} orientés positivement soient égaux, et négativement pour le second.

## Angle de Brocard
Les segments joignant les points de Brocard aux sommets du triangle constituent des isogonales particulières du triangle ABC.
Leur propriété remarquable est de définir toujours le même angle ω, dit angle de Brocard du triangle.

### Formules pour l'angle de Brocard
Si {\displaystyle A_{\Delta }} est l'aire du triangle ABC, on peut calculer l'angle de Brocard à l'aide d'une des formules suivantes :
- {\displaystyle \tan \omega ={\frac {4\;A_{\Delta }}{a^{2}+b^{2}+c^{2}}}}
- {\displaystyle \cot \omega =\cot {\widehat {BAC}}+\cot {\widehat {ABC}}+\cot {\widehat {ACB}},}
- {\displaystyle \sin \omega ={\frac {2A_{\Delta }}{\sqrt {b^{2}c^{2}+a^{2}c^{2}+a^{2}b^{2}}}}}

Pour cet angle on a : {\displaystyle \omega \leq 30^{o}.}

## Cercle de Brocard
Le cercle de Brocard d'un triangle est le cercle ayant pour diamètre le segment formé par le centre du cercle circonscrit du triangle et son point de Lemoine.

## Triangles de Brocard

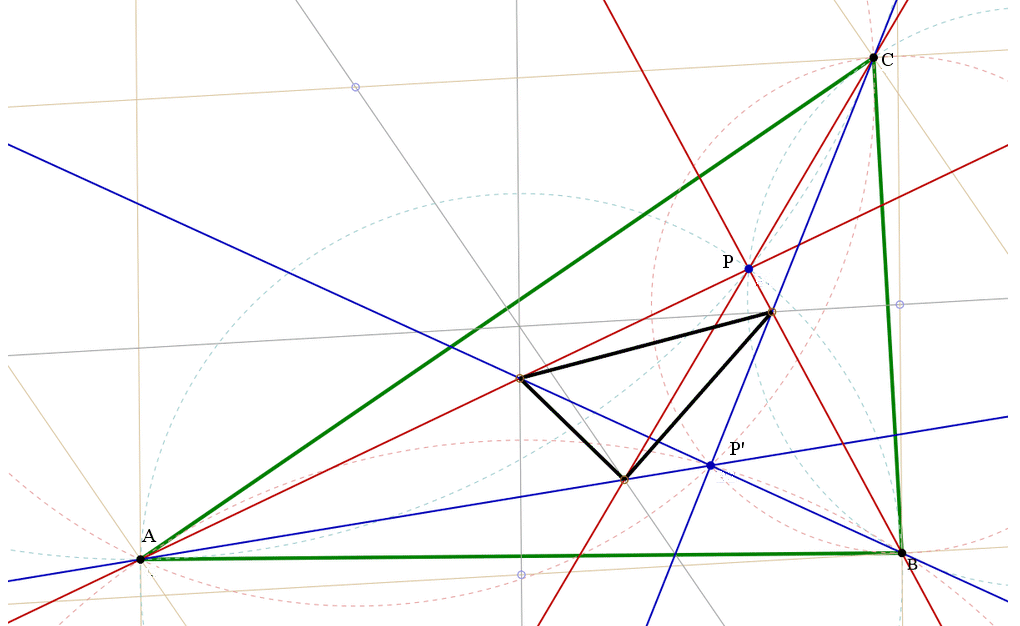
Les droites de Brocard, soit les céviennes passant par le premier point de Brocard (en rouge) et le second (en bleu), s'intersectent en trois points, les sommets du triangle de Brocard (en noir).

Les deux triangles de Brocard d'un triangle

En géométrie, les triangles de Brocard sont deux triangles associés à un triangle donné.

### Définitions
Premier triangle de Brocard
Le premier triangle de Brocard est construit à partir des points de Brocard de ce dernier.
Les premières (resp. secondes) droites de Brocard d'un triangle étant les droites joignant un sommet au premier (resp. second) point de Brocard, le triangle de Brocard d'un triangle  ABC est formé par
- le point d'intersection de la première droite de Brocard issue de A avec la deuxième droite de Brocard issue de B (en bleu ci-contre)
- le point d'intersection de la première droite de Brocard issue de B avec la deuxième droite de Brocard issue de C
- le point d'intersection de la première droite de Brocard issue de C avec la deuxième droite de Brocard issue de A

Second triangle de Brocard
Le second triangle de Brocard est construit à partir du cercle de Brocard de ce dernier. Il est formé par les intersections des symédianes et du cercle de Brocard, à l'exception du point de Lemoine.

### Propriétés
Les triangles de Brocard ont pour cercle circonscrit commun le cercle de Brocard.
Les deux triangles sont homologiques, de centre le centre de gravité du triangle de référence.